# Hakawai melvillei
Hakawai — вимерлий рід доісторичних птахів, які мешкали в період раннього міоцену та середнього міоцену в Новій Зеландії. Згідно з документом 2015 року, Hakawai melvillei був представником великої групи птахів, яка складається з бекасів (родини Thinocoridae) та ерантів (родини Pedionomidae). Це відкриття проливає світло на еволюційні процеси, які відбувалися в часи, коли Південна Америка, Антарктида, Австралія та Нова Зеландія були частинами континенту Гондвана.